# (2990) Trimberger
(2990) Trimberger (1981 EN27; 1973 AQ1; 1977 GL) ist ein ungefähr elf Kilometer großer Asteroid des inneren Hauptgürtels, der am 2. März 1981 vom US-amerikanischen Astronomen Schelte John Bus am Siding-Spring-Observatorium in der Nähe von Coonabarabran, New South Wales in Australien (IAU-Code 260) entdeckt wurde. Er gehört zur Hertha-Familie, einer Gruppe von Asteroiden, die nach (135) Hertha benannt ist.

## Benennung
(2990) Trimberger wurde nach Stephen Trimberger benannt, der als Student des California Institute of Technology an der Planet-Crossing Asteroid Survey teilnahm. Er arbeitet in der Entwicklung von Software und verfasste zwei Bücher über computergestütztes Design für integrierte Schaltungen.